# Them Sogn
Them Sogn er et sogn i Silkeborg Provsti (Århus Stift).
I 1800-tallet var Them Sogn et selvstændigt pastorat. Sognet hørte til Vrads Herred i Skanderborg Amt. Them sognekommune blev ved kommunalreformen i 1970 kernen i Them Kommune, der ved strukturreformen i 2007 indgik i Silkeborg Kommune.
I Them Sogn ligger Them Kirke fra Middelalderen og Brande Kirke fra 1900.
I sognet findes følgende autoriserede stednavne:
- Ansø (areal)
- Asklev (bebyggelse, ejerlav)
- Bakbjerg (bebyggelse)
- Banbjerg (bebyggelse)
- Bavnehøj (areal)
- Blæsbjerge (areal)
- Brande (bebyggelse, ejerlav)
- Bødskov (bebyggelse, ejerlav)
- Bødskov Krat (areal)
- Bøgballe (bebyggelse)
- Engetved (bebyggelse, ejerlav)
- Fogstrup (bebyggelse, ejerlav)
- Gjessø (bebyggelse, ejerlav)
- Gjessø Skov (areal)
- Gothenborg (bebyggelse)
- Hedegård (bebyggelse, ejerlav)
- Himmelkol (areal)
- Hjortsballe (bebyggelse, ejerlav)
- Hjortsballe Krat (areal)
- Hummelsø (vandareal)
- Høgdal (bebyggelse)
- Højkol (landbrugsejendom)
- Jævndal (bebyggelse)
- Katrinedal (bebyggelse)
- Langkær (bebyggelse)
- Lindgårde (bebyggelse, ejerlav)
- Lovdal (bebyggelse, ejerlav)
- Løgager (bebyggelse, ejerlav)
- Løgager Skov (areal)
- Møllehøj (areal)
- Nylund (bebyggelse)
- Næsgård (bebyggelse)
- Paradisøerne (areal)
- Pårup (bebyggelse, ejerlav)
- Rodelund (bebyggelse)
- Rustrup (bebyggelse, ejerlav)
- Rustrup Skov (areal)
- Salten (bebyggelse, ejerlav)
- Salten Dal (areal)
- Salten Skov (bebyggelse)
- Sepstrup (bebyggelse, ejerlav)
- Sepstrup Krat (bebyggelse)
- Sepstrup Sande (areal)
- Skeldal (bebyggelse)
- Skibsted (bebyggelse)
- Slåensø (vandareal)
- Spidsbjerg (areal)
- Staldtømmerhøj (bebyggelse)
- Stenhule (bebyggelse)
- Stenknold (areal)
- Sugebæk (bebyggelse)
- Svejbæk (bebyggelse)
- Sønderskov (areal)
- Them (bebyggelse, ejerlav)
- Them Skov (bebyggelse)
- Them-Glarbo (bebyggelse)
- Thomaskær (bebyggelse)
- Thorsø (vandareal)
- Thorsø Bakker (areal)
- Tolstrup (bebyggelse, ejerlav)
- Tyskerbakke (areal)
- Tømmerby (bebyggelse, ejerlav)
- Vorret (bebyggelse, ejerlav)
- Ørntip (areal)